# カポ・デイ・カピ
カポ・デイ・カピ（Capo dei capi、イタリア語: [ˈkaːpo dei ˈkaːpi]）またはカポ・ディ・トゥッティ・カピ（capo di tutti i capi、イタリア語: [ˈkaːpo di ˈtutti i ˈkaːpi]）、直訳でボスの中のボスはシチリアまたはアメリカのマフィア（コーサ・ノストラ）のボスの中でも、裏社会全域に対して非常に大きな影響力を持つボスを指す言葉。主にメディアや司法機関で用いられる。この用語は、1950年にキーフォーヴァー委員会によってアメリカ国内で使用されるようになった。

## アメリカ

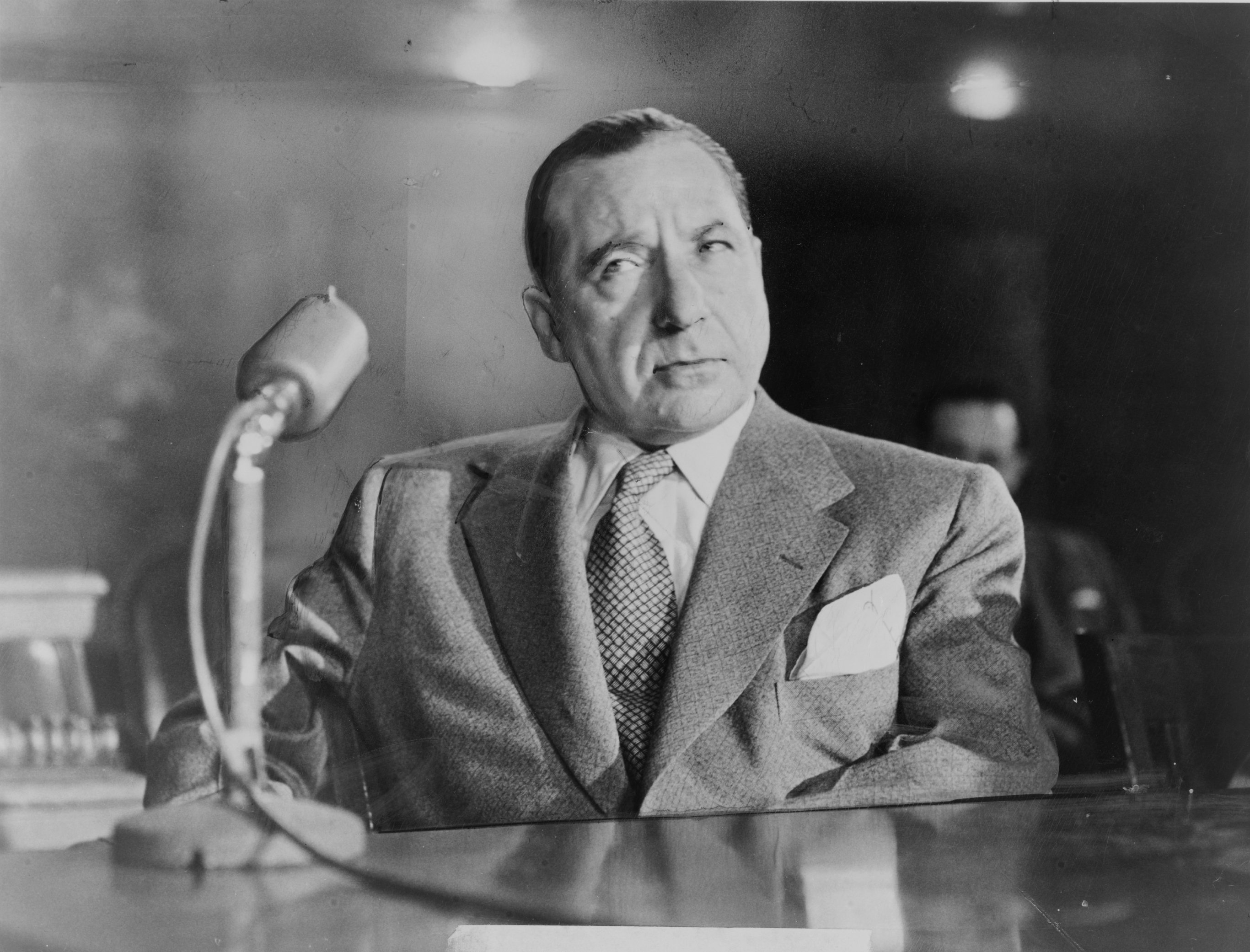
キーフォーヴァー委員会で証言するフランク・コステロ

裏社会についての回顧録を残したことで知られるニック・ジェンティーレによれば、この言葉は1900年頃にギャングたちがジュゼッペ・モレロに対して用いていたという。その後、ジョー・マッセリア（1928年-1931年）やサルヴァトーレ・マランツァーノ（1931年）といった有力なボスらが裏社会を自身の下に統制するために自らの称号として用いた。例えばマランツァーノはカステランマレーゼ戦争での勝利後に「カポ・ディ・トゥッティ・カピ（capo di tutti i capi）」を名乗り、ニューヨーク五大ファミリーの創設など、裏社会の大規模な整理と統制を進めた。こうした動きは大きな反発を生み、1931年9月にラッキー・ルチアーノの命令でマランツァーノは暗殺された。ルチアーノはほぼ反対もなく次の「カポ・ディ・トゥッティ・カピ」となったが、この地位がファミリー間の抗争や別の野心的な人物の標的になると考え、廃止を決めた。ルチアーノはボス達の会合であるコミッション（全国委員会）を通して影響力を持つ狙いもあったが、それぞれのボス達は対等とし、この会合を通して将来のファミリー間抗争を回避することを構想し、他のボス達もこのアイデアに賛同した。こうしてマフィアの連合体であるコミッションは、アメリカ国内でのすべてのマフィアの活動を監視し、ファミリー間の利害調整や調停する役割を果たした。コミッションはニューヨーク五大ファミリー、バッファロー・ファミリー、及びシカゴ・アウトフィットのボスらを中心として構成されていた（必要に応じて他のマフィアのボスが参加したり、地方の小規模ファミリーは主要ファミリーのボスに代理出席を依頼した）。
ルチアーノが肩書きを廃止し、裏社会では用いられなくなった言葉であったが、後に「カポ・デイ・カピ」という言葉が世間に知られた時、メディアなどでは、もっとも影響力の大きなボスを呼称する言葉としてルチアーノ以降の裏社会の大物にも用いられてきた。具体的にはルチアーノ（1931年-1946年）と、その後継者であるフランク・コステロ（1946年-1957年）、ヴィト・ジェノヴェーゼ（1957年-1959年）、そしてボナンノ・ファミリーのボスで1959年から1962年にかけてコミッションの議長を務めたジョセフ・ボナンノが「カポ・デイ・カピ」と呼ばれた。その後は、カルロ・ガンビーノが台頭し（1962年-1976年）、その死後はガンビーノ・ファミリーの代々のボスであるポール・カステラーノ（1976年-1985年）、ジョン・ゴッティ（1985年-1992年）が「カポ・デイ・カピ」と呼ばれるのに至った。ゴッティの没落後はジェノヴェーゼ・ファミリーのボスであるヴィンセント・ジガンテが1992年から1997年まで「カポ・デイ・カピ」と呼ばれたが、これが最後の使用例となった。なお、これ以降、ボナンノ・ファミリーのボスであるジョゼフ・マッシーノが2000年から2004年にかけてコミッションの議長を務めていた（また、当時、五大ファミリーの中で唯一刑務所に収監されていないボスであった）。

## シチリア
シチリアのマフィア社会においてこのような地位は存在しない。伝統的なスタイルのファミリーのボスであったカロジェロ・ヴィッツィーニはしばしば「ボスの中のボス」とメディアから称されたが、後に司法取引を行って当局にマフィア社会の実態を明かしたトンマーゾ・ブシェッタのような人物の情報では、そのような地位は無かったと述べている。彼らはまたヴィッツィーニがシチリア・マフィアの支配者であったことも否定した。マフィア史の歴史家であるサルバトーレ・ルポは、「メディアが使用する「カポ・デイ・カピ」の定義には根拠がない」と指摘している。
それにも関わらず、この用語は現在まで強力なボスに対する通称として頻繁に用いられてきた。1980年から1990年代にかけてコルレオーネシのボスであったサルヴァトーレ・リイナやベルナルド・プロベンツァーノはメディアから「カポ・デイ・カピ」と呼ばれた。